# Melanitta
Die Gattung Melanitta beinhaltet einige gedrungene Arten aus der Tribus der Meerenten und Säger. Die Erpel sind größtenteils schwarz und besitzen angeschwollene Schnäbel, die Enten besitzen braunes Gefieder. Der Gattungsname stammt von den altgriechischen Wörtern μελας melas, μελανος melanos „schwarz“ und νηττα nētta „Ente“.
Die Arten der Gattung brüten im äußersten Norden Europas, Asiens und Nordamerikas und überwintern weiter im Süden in den gemäßigten Zonen dieser Kontinente. Sie bilden dort große und dichte Schwärme auf geeigneten Küstengewässern, wo sie oftmals gleichzeitig in die Luft abheben.
Ihre gepolsterten Nester bauen die Arten auf dem Boden in Gewässernähe im Wald oder in der Tundra. Sie tauchen zur Nahrungsaufnahme nach Krustentieren und Mollusken.

## Arten
Die Gattung besteht aus 6 Arten, gruppiert in zwei Untergattungen:
| Bild | Untergattung | Wissenschaftlicher Name | Name                | Verbreitung                                                                                           | IUCN |
| ---- | ------------ | ----------------------- | ------------------- | --- | ---- |
|      | Oidemia      | Melanitta americana     | Pazifiktrauerente   | Ostsibirien, Alaska und in Nordostkanada von Labrador und Neufundland bis zum Südosten der Hudson Bay | 2021 |
|      | Oidemia      | Melanitta nigra         | Trauerente          | nördliches Europa und Asien westlich bis zum Olenjok                                                  | 2018 |
|      | Melanitta    | Melanitta fusca         | Samtente            | östliche Türkei, Europa südlich bis Großbritannien, außerdem auf dem Schwarzen und Kaspischen Meer    | 2020 |
|      | Melanitta    | Melanitta deglandi      | Höckersamtente      | Nordamerika                                                                                           | 2018 |
|      | Melanitta    | Melanitta stejnegeri    | Kamtschatkasamtente | äußerster Norden Asiens östlich bis zur Jenissei-Mündung                                              | 2018 |
|      | Melanitta    | Melanitta perspicillata | Brillenente         | Nordamerika, hauptsächlich im Norden Kanadas und in Alaska                                            | 2018 |

Die fossile Art Melanitta ceruttii, welche während des späten Pliozäns in Kalifornien vorkam, wurde in die Gattung Histrionicus gesetzt.